# Патефон

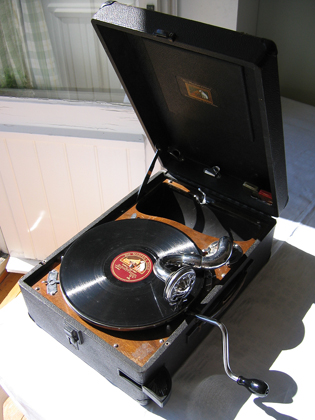
Зразок удосконаленого патефона

Патефо́н — портативний грамофон, механічний пристрій для програвання грамофонних платівок. Патефон має маленький рупор, умонтований у корпус, сам пристрій має вигляд валізки.

## Загальний опис
Слово «патефон» складається з двох частин: «Пате» — відома французька фірма з виробництва патефонів та «фон», що з грецької означає звук.
Найбільшу популярність патефони отримали у 1920-1940-х роках в Радянському Союзі. Випускалось кілька різновидів патефонів. Пристрої в той час були механічними і працювали за допомогою пружини. Достатньо було один раз завести, щоб прослухати одну сторону платівки. Звук цього пристрою був досить гучним, проте гучність звуку не регулювалася.
Компактність — основна перевага патефона. Звук знімався голкою, яка швидко зношувалася, тож потребувала частої заміни. У валізці до патефона був спеціальний відсік для голок, їх можна було купити на вагу і були вони дешевими.
Також існує думка, що різниця між грамофоном та патефоном не тільки і не стільки в габаритах та відмінностях у будові, а в принциповій різниці у способі зняття звуку. Справжні патефонні пластинки мали меншу нарізку борозенок, ніж грамофонні. А в СРСР за невідомої причини патефоном стали називати не справжній патефон (як запатентований виріб), а портативний грамофон (на який також був патент), відбулася своєрідна підміна понять.
Через «патентні війни» з Е. Берлінером, винахідником грамофона, у США схожі пристрої випускались під назвами графофон, фонограф, «говорячі машини» тощо. Справжній патефон, який був запатентований братами Пате, відрізнявся від усіх грамофонів не зовнішнім виглядом, а методом запису — глибинним, а не поперечним адаптером.
При програванні патефонних платівок використовувалася сапфірова голка, на відміну від грамофонної сталевої, яку потрібно було міняти через кожні 3-4 хвилини програвання (приблизно 1 сторона платівки). Інша відмінність полягала в тому, що патефонні платівки програються від центру до краю, а грамофонні — від краю до центру. Таким чином, на справжньому патефоні неможливо прослухати грамофонну платівку (і навпаки).
Патефон як назва переносного грамофону стала в тодішній радянській культурі чимось на зразок сучасної ситуації з назвою ксерокс — незалежно від того, чи пристрій вироблений фірмою Xerox, чи Canon, чи ще якою, ксероксом називають будь-який копіювальний пристрій.
Патефонну платівку (їх первісні зразки) не можна використовувати на грамофоні, бо напрямок ходу патефонної голки йшов від центру до краю платівки. Платівки, їх типи, тісно пов'язані зі звукознімальним приладом.
Грамофонна платівка програється у звичному нині напрямку — від краю платівки до її центру.